# NGC 4847
NGC 4847 é uma galáxia elíptica (E) localizada na direcção da constelação de Virgo. Possui uma declinação de -13° 08' 28" e uma ascensão recta de 12 horas, 58 minutos e 28,9 segundos.
A galáxia NGC 4847 foi descoberta em 19 de Abril de 1882 por Ernst Wilhelm Leberecht Tempel.